# Talaromyces ucrainicus
Talaromyces ucrainicus är en svampart som beskrevs av Udagawa 1972. Talaromyces ucrainicus ingår i släktet Talaromyces och familjen Trichocomaceae.   Inga underarter finns listade i Catalogue of Life.